# Nikumaroroön
Nikumaroroön eller Nikumaroroatollen (tidigare Gardner) är en ö i Polynesien som tillhör Kiribati i Stilla havet.

## Geografi
Nikumaroro är en ö bland Phoenixöarna och ligger cirka 1 500 kilometer sydöst om huvudön Tarawa och cirka 650 kilometer nordväst om Tokelau. Dess geografiska koordinater är 4°40′ S och 174°31′ V.
Den obebodda ön är en korallatoll och har en areal om cirka 4,1 km² med en landmassa på cirka 2,1 km². Atollen är cirka 6 km lång och cirka 2 km bred och omges av ett korallrev. Den högsta höjden är på endast några m ö.h.

## Historia
Ön upptäcktes 1824 första gången av européer, av den amerikanske kaptenen C. Kemiss på valfångstfartyget Eliza Ann. Den namngavs 1825 till "Gardner Island" när den återupptäcktes av amerikanske kaptenen Joshua Coffin på fartyget Ganges troligen för att hedra fartygets ägare Gideon Gardner, en amerikansk kongressledamot.
1856 annekterades ön av USA i samband med en lag som skulle ge landet tillgångar av guano (Guano Islands Act). Det saknas däremot dokument som bekräftar att USA hämtade guano från Nikumaroroön.
1892 annekterades ön av Storbritannien och den 12 januari 1916 blev Nikumaroro tillsammans med övriga öar inom Phoenixöarna ett eget förvaltningsområde inom det brittiska Brittiska Västra Stillahavsterritoriet.
Den 18 mars 1937 införlivades alla Phoenixöarna i den brittiska kolonin Gilbert och Elliceöarna.
Åren 1938 till 1963 ingick Nikumaroro tillsammans med Manraön och Orona i det så kallade "Phoenix Islands Settlement Scheme", ett försök att flytta en del av befolkningen bland de överbefolkade Gilbertöarna. 
1979 införlivades Phoenixöarna i den nya nationen Kiribati, och namnet ändrades från Gardner Island till Nikumaroro.
2007 besöktes ön av en TIGHAR-expedition (The International Group for Historic Aircraft Recovery) i sökandet efter Amelia Earhart som spårlöst försvann den 2 juni 1937.